# Acanthinevania princeps
Acanthinevania princeps är en stekelart som först beskrevs av John Obadiah Westwood 1841.  Acanthinevania princeps ingår i släktet Acanthinevania och familjen hungersteklar. Inga underarter finns listade i Catalogue of Life.